# Rhizaspidiotus dearnessi
Rhizaspidiotus dearnessi är en insektsart som först beskrevs av Cockerell 1898.  Rhizaspidiotus dearnessi ingår i släktet Rhizaspidiotus och familjen pansarsköldlöss. Inga underarter finns listade i Catalogue of Life.